# مارس مثل شیر می‌آید
مارس مثل شیر می‌آید یا بهار مثل شیر می‌آید (ژاپنی: 3月のライオン هپبورن: Sangatsu no Raion, ت.ت. 'شیر مارس' انگلیسی: March Comes In like a Lion) مجموعه مانگایی ژاپنی است که توسط چیکا اومینو نوشته و تصویرگری شده که از ژوئیهٔ ۲۰۰۷ در مجله یانگ انیمال به صورت سریالی در حال انتشار است و تا اوت ۲۰۲۳ فصل‌های آن در هفده جلد تانکوبون جمع‌آوری شده است. داستان دربارهٔ زندگی ری کیریاما، یک فرد افسرده، درونگرا و بازیکن حرفه‌ای شوگی است که به تدریج هم بازی خود و هم رابطهٔ خود را با دیگران توسعه می‌دهد.
مجموعه تلویزیونی انیمه اقتباسی ساخته استودیوی شفت از اکتبر ۲۰۱۶ تا مارس ۲۰۱۷ و فصل دوم آن از اکتبر ۲۰۱۷ تا مارس ۲۰۱۸ پخش شد که هر فصل شامل ۲۲ قسمت است. دوبلهٔ انگلیسی این مجموعه توسط انیپلکس آمریکا در چهار بخش بین دسامبر ۲۰۱۷ و آوریل ۲۰۱۹ منتشر گشت. همچنین یک فیلم لایو اکشن دو قسمتی در سال ۲۰۱۷ نیز منتشر شد. مانگا برای انتشار به زبان انگلیسی تحت مجوز دنپا قرار گرفته است. یک اسپین‌آف از مانگا نیز از ۲۰۱۵ تا ۲۰۲۰ به انتشار درآمد.
مارس مثل شیر می‌آید چهارمین مانگا تایشو، سی و پنجمین جایزه مانگای کودانشا در دسته‌بندی کلی، هجدهمین جایزه فرهنگی تزوکا اوسامو و جایزه بزرگ بخش مانگا در بیست و چهارمین جشنواره هنرهای رسانه‌ای ژاپن را از آن خود کرد. داستان به دلیل ترسیم روانی شخصیت‌هایش مورد تحسین قرار گرفته و انیمه اقتباسی در مجموع با استقبال خوبی از سوی منتقدان مواجه شد و به عنوان یکی از بهترین انیمه‌های دهه ۲۰۱۰ شناخته می‌شود.

## داستان
پدر، مادر و خواهر کوچکتر ری کیریاما در دوران کودکی‌اش طی حادثه‌ای فوت کردند. ری به همین خاطر زندگی با خانوادهٔ یکی از دوستان پدرش، ماساچیکا کودا، را شروع کرد. ری در هنگامهٔ بزرگسالی، با این فکر که تنها به وجودآورندهٔ دردسر است، خانوادهٔ ناتنی‌اش را ترک کرد. او هم‌اکنون تنها زندگی می‌کند و دوستان زیادی ندارد. در میان آشنایانش خواهران خانوادهٔ کاواموتو (آکاری، هیناتا و مومو) هستند. همچنانکه داستان به جلو پیش می‌رود، ری به بلوغ خود هم به عنوان یک بازیکن حرفه‌ای شوگی و هم به عنوان یک انسان می‌پردازد و نیز روابط خود را با دیگران به خصوص خواهران کاواموتو تحکیم می‌کند.
شهری که شخصیت اصلی داستان، ری کیریاما در آن زندگی می‌کند، در محلهٔ شینکاوا قرار گرفته که در کنار رود سومیدا واقع شده است. خانهٔ خانوادهٔ کاواموتو در محلهٔ تسوکودا واقع گشته که از طریق پل چوئو اوهاشی به محله‌ای که ری در آن زندگی می‌کند، متصل می‌شود. سالن شوگی در محلهٔ سنداگایا قرار دارد و شبیه دفتر مرکزی انجمن شوگی ژاپن می‌باشد که در همان محله قرار دارد.